# Supercoppa brasiliana 2016 (pallavolo maschile)
La Supercoppa brasiliana 2016 si è svolta il 29 ottobre 2016: al torneo hanno partecipato due squadre di club brasiliane e la vittoria finale è andata per la seconda volta consecutiva al Sada.

## Regolamento
Le squadre hanno disputato una gara unica.

## Squadre partecipanti
| Squadra | Qualificazione                                              | Ultima partecipazione      |
| ------- | ----------------------------------------------------------- | -------------------------- |
| BVC     | Finalista Coppa del Brasile 2016                            | Debutto                    |
| Sada    | Vincitrice Superliga Série A 2015-16/Coppa del Brasile 2016 | Supercoppa brasiliana 2015 |

## Torneo
| 29 ottobre 2016 Ginásio do CFO, Fortaleza Durata: ? - Spettatori: ? | Sada | 3 - 1 | BVC | 18-25, 25-18, 25-21, 25-20 |